# Sonce (sura)
Sonce (arabsko Ash-Shams) je 91. sura (poglavje) v Koranu, ki jo sestavlja 15 ajatov (verzov). Je meška sura.
Med opravljanjem molitve (salata oz. namaza) pri tej suri verniki opravijo 1 ruku' (priklon).